# Sumberrejo (Pagak)
Sumberrejo is een bestuurslaag in het regentschap Malang van de provincie Oost-Java, Indonesië. Sumberrejo telt 6761 inwoners (volkstelling 2010).